# 알리야

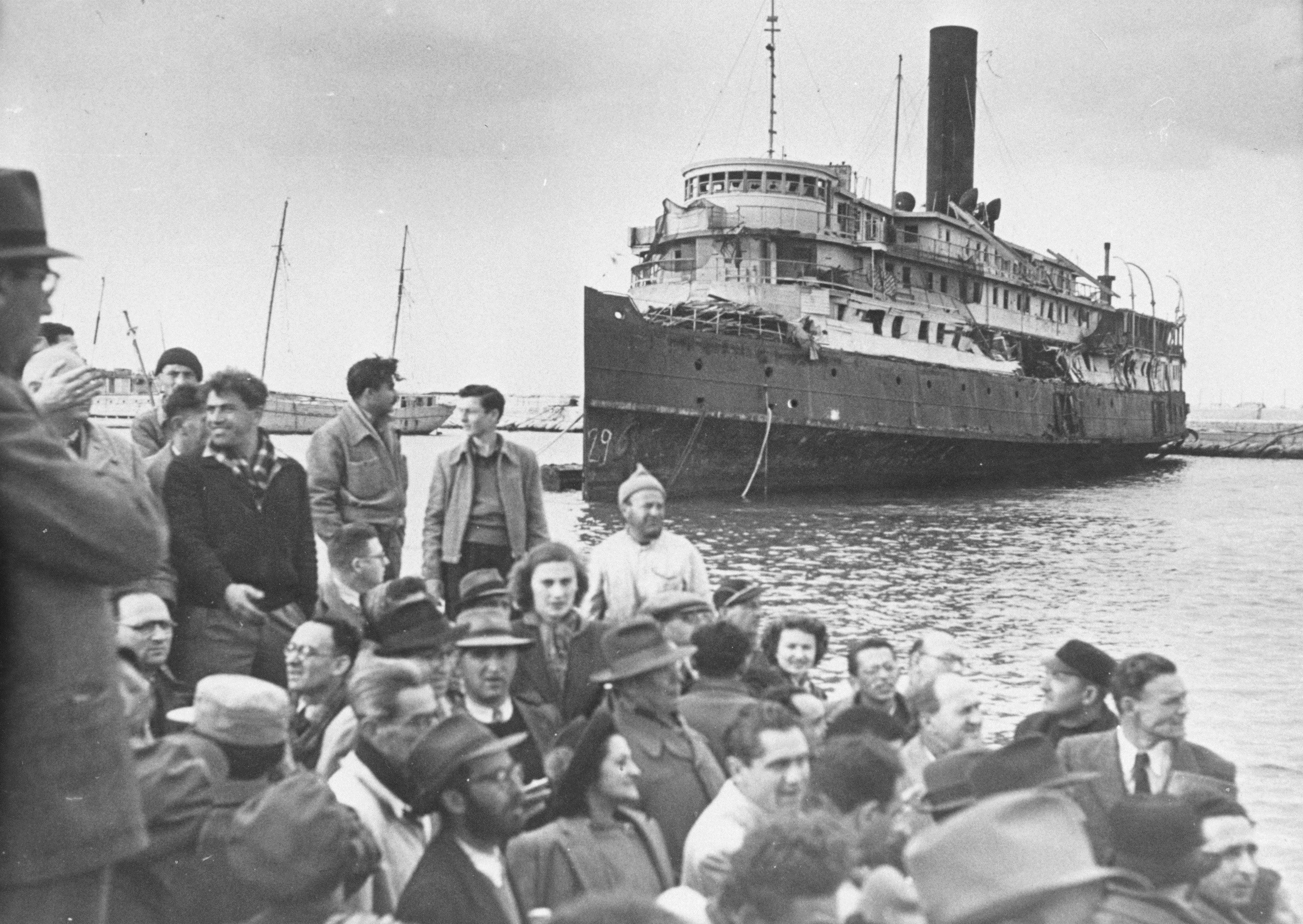

알리야(히브리어:עֲלִיָּה ,Aliyah)란 유대인 디아스포라들이 유대인의 땅인 에레츠 이스라엘로 돌아오는 것을 말한다. 반대말은 예리다이다. 이스라엘 건국 이전까지는 대부분의 유대인이 팔레스타인 지역 바깥에 살고 있었지만 이스라엘이 건국된 이후 많은 유대인들이 이스라엘로 돌아와 지금에는 대부분의 유대인들이 미국과 이스라엘에 살고 있다.
알리야는 오늘날 주로 이스라엘 국가가 대표한다. 전통적으로 "올라가는 행위"(유대인의 거룩한 도시 예루살렘을 향하여)로 묘사되는, 이스라엘 땅으로의 이주 또는 "알리야 만들기"는 시온주의의 가장 기본적인 교리 중 하나이다. 반대 행동, 즉 이스라엘 땅에서 유대인들이 이주하는 행위는 히브리어로 예리다(문자적으로 '내려가다')라고 불린다. 1950년 이스라엘 의회에서 통과된 귀국법은 모든 디아스포라 유대인과 그들의 자녀 및 손주들에게 유대인 정체성과의 연결을 바탕으로 이스라엘로 이주하고 이스라엘 시민권을 취득할 수 있는 권리를 부여한다.
역사의 대부분 동안 대부분의 유대인은 여러 차례의 추방 및 탈출 사례와 함께 박해를 초래한 다양한 역사적 갈등으로 인해 이스라엘 땅 밖에서 디아스포라로 살았다. 19세기 후반에는 세계 유대인의 99.7%가 팔레스타인 지역 외부에 살았으며, 유대인은 팔레스타인 지역 인구의 2~5%를 차지했다. 유대 민족을 위한 국가적 열망으로서의 역사적 가치에도 불구하고, 전 세계 유대인들 사이에서 국가적 각성이 일어나고 19세기 후반에 시온주의 운동이 발전하기 전에는 알리야를 실천한 사람이 거의 없었다. 결과적으로 팔레스타인으로의 유대인의 대규모 이민은 1882년에 시작되었다. 1948년 이스라엘의 독립 선언 이후 300만 명 이상의 유대인이 알리야를 했다. 2014년 기준으로 이스라엘과 이스라엘 점령 지역에는 전 세계 유대인 인구의 약 42.9%가 살고 있다.

## 같이 보기
- 시오니즘